# Berberis wilsoniae
Berberis wilsoniae là một loài thực vật có hoa trong họ Hoàng mộc. Loài này được Hemsl. mô tả khoa học đầu tiên năm 1906.

## Hình ảnh

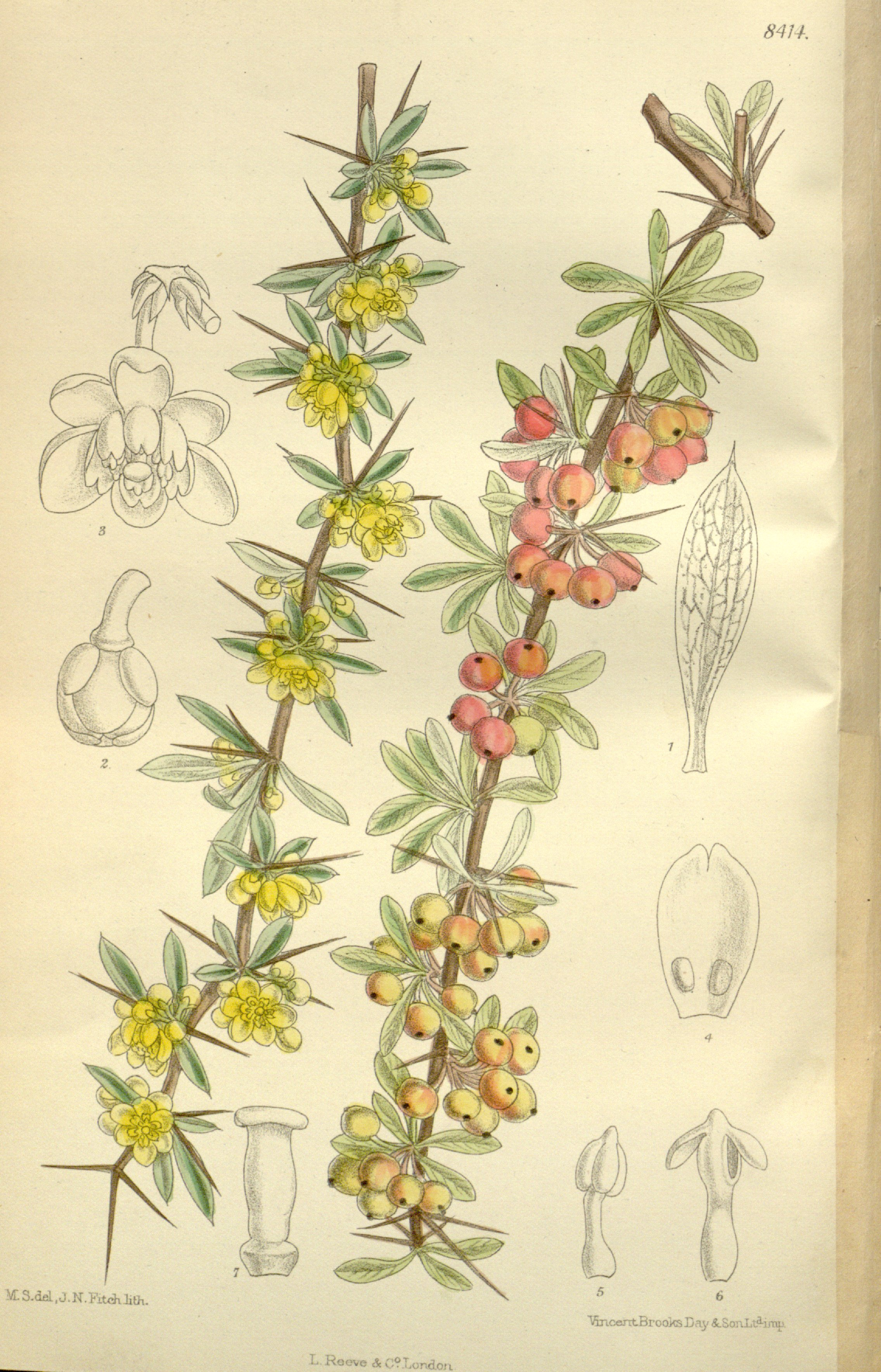
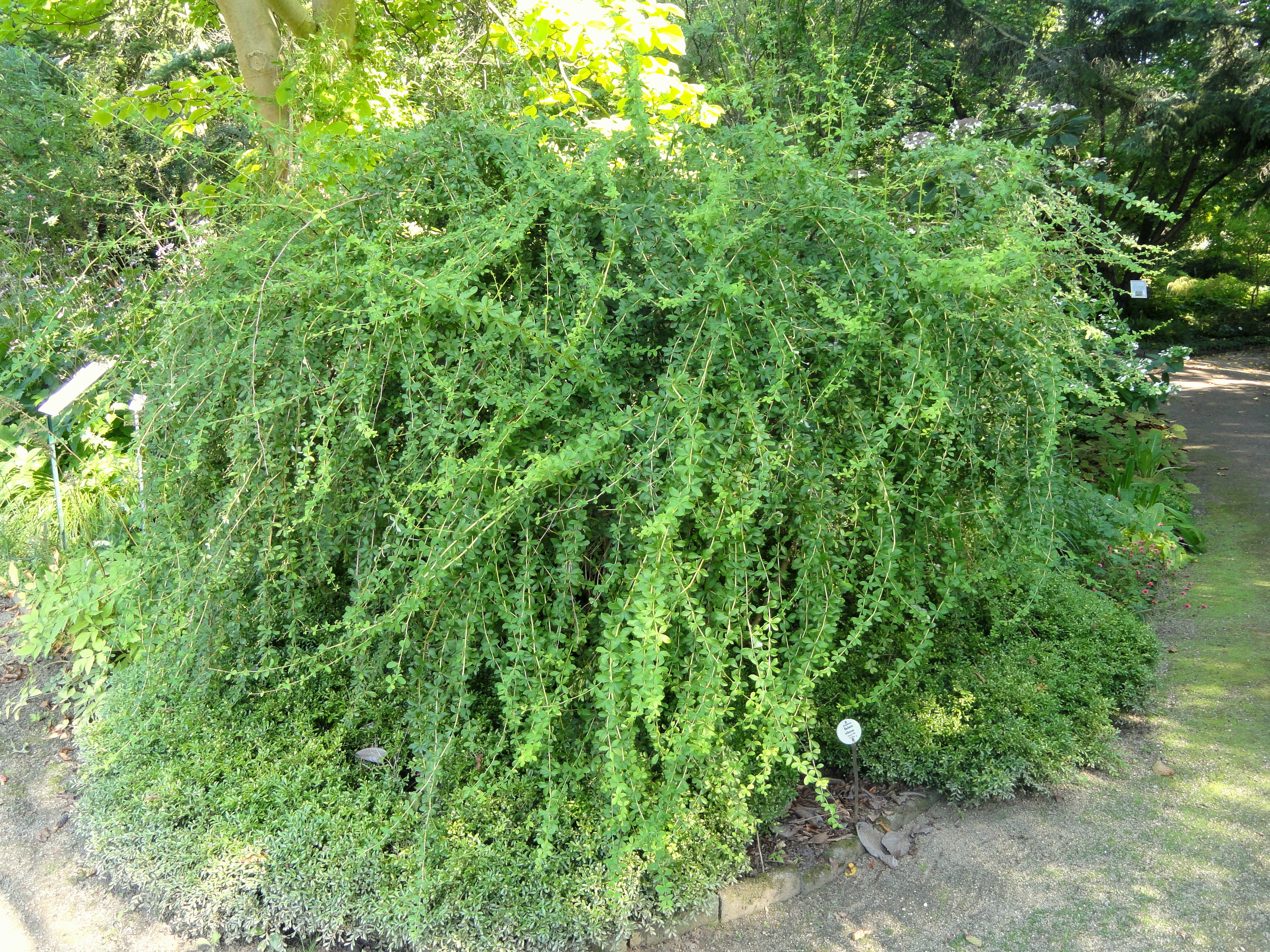
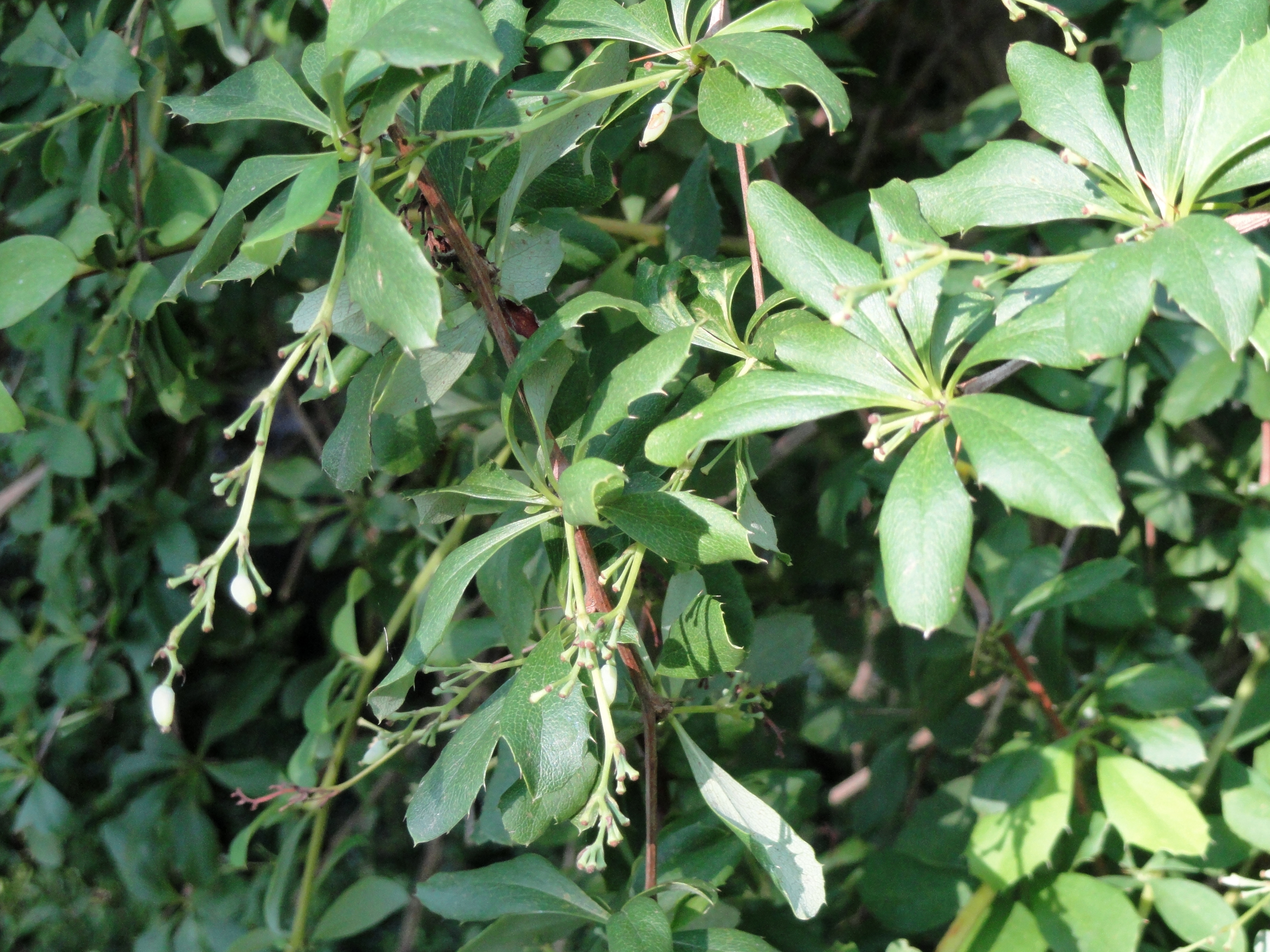
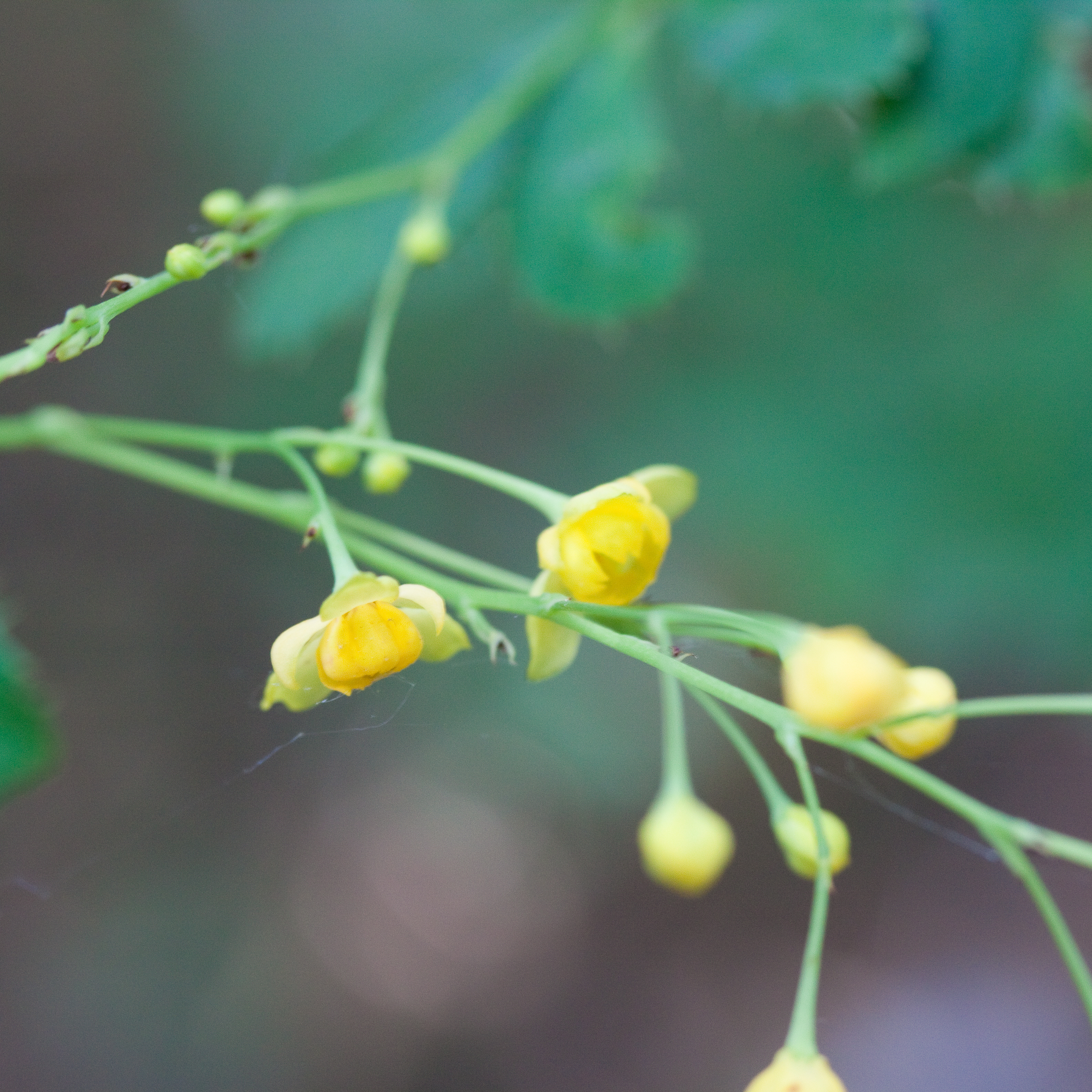